# Jeroen Duyster
Jeroen Tarquinis Cornelis (Jeroen) Duyster (Amsterdam, 27 augustus 1966) is een Nederlandse roeier. Hij vertegenwoordigde Nederland in 1996 op de Olympische Spelen in Atlanta en behaalde daar de gouden medaille.

## Biografie
Hij was de stuurman van de Holland Acht, die bij de Olympische Spelen van 1996 in Atlanta de gouden medaille won op de roeibaan van Lake Lanier. Zijn zus Willemijn Duyster maakte bij datzelfde olympische toernooi deel uit van de Nederlandse hockeyploeg, die de bronzen medaille won ten koste van Groot-Brittannië. In zijn actieve tijd was hij lid van Delftsche Studenten Roeivereeniging Laga.
Duyster trad na zijn actieve sportloopbaan in dienst als directeur van de  roeibond, en vervulde die functie drie jaar (1999-2002). Van oktober 2022 tot en met september 2023 was hij directeur van de Keukenhof waarvoor hij al langer werkte.

## Titels
- Olympisch kampioen (acht met stuurman) - 1996

## Palmares

### roeien (vier met stuurman)
- 1992: 7e Nations Cup in Glasgow - 6.31,39

### roeien (acht met stuurman)
- 1993: 5e WK in Račice - 5.42,79
- 1994:  WK in Indianapolis - 5.25,10
- 1995:  WK in Tampere - 5.55,54
- 1996:  Olympische Spelen van Atlanta - 5.42,74

Michiel Bartman · 
Ronald Florijn · 
Koos Maasdijk · 
Nico Rienks · 
Diederik Simon · 
Niels van Steenis · 
Niels van der Zwan · 
Henk-Jan Zwolle · 
Jeroen Duyster (stuurman)
1900: Carr & DeBaecke & Exley & Geiger & Hedley & Juvenal & Lockwood & Marsh & Abell ·
1904: Cresser & Gleason & Schell & Flanagan & Armstrong & Lott & Dempsey & Exley & Abell ·
1908: Gladstone & Kelly & Johnstone & Nickalls & Burnell & Sanderson & Etherington-Smith & Bucknall & Maclagan ·
1912: Burgess & Swann & Wormald & Horsfall & Gillan & Garton & Kirby & Fleming & Wells ·
1920: Jacomini & Graves & Jordan & Moore & Sanborn & Johnston & Gallagher & King & Clark ·
1924: Carpenter & Kingsbury & Lindley & Miller & Rockefeller & Sheffield & Spock & Wilson & Stoddard ·
1928: Stalder & Brinck & Frederick & Thompson & Dally & Workman & Caldwell & Donlon & Blessing ·
1932: Salisbury & Blair & Gregg & Dunlap & Jastram & Chandler & Tower & Hall & Graham ·
1936: Morris & Day & Adam & White & McMillin & Hunt & Rantz & Hume & Moch ·
1948: I. Turner & D. Turner & Hardy & Ahlgren & Butler & Brown & Smith & Stack & Purchase ·
1952: Shakespeare & Fields & Dunbar & Murphy & Detweiler & Proctor & Frye & Stevens & Manring ·
1956: Charlton & Wight & Cooke & Beer & Esselstyn & Grimes & Wailes & Morey & Becklean ·
1960: Rulffs & Schröder & F. Schepke & K. Schepke & von Groddeck & Hopp & Bittner & Lenk & Padge ·
1964: J. Amlong & T. Amlong & Budd & Clark & Cwiklinski & Foley & Knecht & Stowe & Zimonyi ·
1968: Meyer & Schreyer & Henning & Hottenrott & Ulbricht & Hirschfelder & Siebert & Ott & Tiersch ·
1972:  Hurt & Veldman & Joyce & Hunter & Wilson & Earl & Coker & Robertson & Dickie ·
1976: Baumgart & Döhn & Klatt & Lück & Wendisch & Kostulski & Karnatz & Prudöhl & Danielowski ·
1980: Krauß & Koppe & Kons & Friedrich & Doberschütz & Karnatz & Dühring & Höing & Ludwig ·
1984: Turner & Neufeld & Evans & Main & Steele & Evans & Crawford & Horn & McMahon ·
1988: Maennig & Möllenkamp & Mellinghaus & Schultz & Wessling & Eichholz & Domian & Rabe & Klein ·
1992: Wallace & Robertson & Forgeron & Barber & Marland & Rascher & Crosby & Porter & Paul ·
1996: Zwolle & Simon & Bartman & Maasdijk & Van der Zwan & Van Steenis & Florijn & Rienks & Duyster ·
2000: Lindsay & Hunt-Davis & Dennis & Attrill & Grubor & West & Scarlett & Trapmore & Douglas ·
2004: Read & Allen & Ahrens & Hansen & Deakin & Beery & Hoopman & Volpenhein & Cipollone ·
2008: Light & Rutledge & Byrnes & Wetzel & Howard & Seiterle & Kreek & Hamilton & Price ·
2012: Adamski & Kuffner & Johannesen & Reinelt & Schmidt & Müller & Mennigen & Wilke & Sauer ·
2016: Durant & Ransley & Triggs Hodge & Gotrel & Reed & Bennett, Langridge & Satch & Hill ·
2020: Mackintosh & Bond & Murray & Brake & Williamson & Wilson & Kirkham & Macdonald & Bosworth ·
2024: Bolding & Carnegie & Gibbs & Ford & Dawson & Elwes & Digby & Rudkin & Brightmore
1. ↑  Leids Dagblad: Jeroen Duyster volgt Bart Siemerink op als directeur van de Lissese bloementuin Keukenhof